# Terapijska masaža
Terapijska masaža je masaža koja se primenjuje radi lečenja raznih povreda i oboljenja tkiva ili organa. To je  najstariji i najjednostavniji način lečenja. U tradicionalnim kulturama, posebno na Istoku, masažu koriste u svakodnevnom životu ljudi svih uzrasta.

## Podela
Masaža se deli prema:
- vrsti
- nameni

Postoji više vrsta masaža i one mogu da se izvode manuelno(ručno) ili aparaturno:
- manuelna masaža
- reflekso masaža
- šiacu masaža
- limfna drenaža
- vibraciona masaža
- podvodna masaža
- ultrazvučna masaža
- infrazvučna masaža
- masaža kombinovanim pritiskom

Prema nameni masažu delimo na:
- terapijsku
- sportsku
- higijensko-kozmetičku  (relax)

## Terminologija
Često se za terapijsku masažu vezuje termin terapeutska masaža,koji je pogrešan ili da je terapijska masaža posebna vrsta ,da se izvodi jako ili da boli itd.
Terapijska masaža nije posebna vrsta masaže, već izvodi se kao klasična masaža i namenjena je u cilju lečenja različitih oboljenja tkiva i organa, smanjenje bola ili napetosti u mišićima.

## Dejstvo
Da bi postigli pravi efekat mora da se uradi 1 serija masaže (5-10 masaža).Može da se radi svakog dana ili svakog drugog. Efekat koji dobijamo nakon završetka serije je poboljšanje cirkulacije, limfne cirkulacije, opuštanje muskulature. Zatim pozitivno utiče na metabolizam, uspostavlja narušenu ravnotežu hormona, utiče na bolju oksigenaciju tkiva i ima blagotvorno dejstvo nervni sistem.
Masaža je deo fizikalne terapije. Ona predstavlja simptomatski vid lečenja i koristi se u okviru procesa rehabilitacije povređenih i obolelih najčešće u kombinaciji sa ostalim metodama fizikalne terapije (elektroterapija, kineziterapija, hidroterapija,termoterapija).
Masaža ima pozitivno terapijsko dejstvo. Ona opušta,a opuštenost je blagotvorna za naše fizičko, fiziološko i opšte zdravlje. Pomaže svim sistemima organa u telu da optimalno obavljaju svoje zadatke i ostanu u međusobnoj ravnoteži. Masaža je korisna kao preventivna mera, ali i pomoćno sredstvo u lečenju mnogih zdravstvenih tegoba.
Masaža je jedan od vidova brige o telu i zdravog načina života.

## Literatura
- Masaža-Viktorija Džordan Stoun i Bob Šel
- Masaža put do zdravlja i uživanja-Rozana Sonato
- Osnovi masaže-Zvezdana Miletić,Siniša Zorić

## Spoljašnje veze
- Da li je masaža luksuz ili lek za naše telo?
- Masažom protiv „pomorandže“
- Dobar protok limfe za dobro zdravlje
- Dejstvo masaže na endokrini sistem
- Dejstvo masaže na endokrini sistem
- Dejstvo masaže na nervni sistem

|  | Molimo Vas, obratite pažnju na važno upozorenje u vezi sa temama iz oblasti medicine (zdravlja). |